# Шоткуса (посёлок при железнодорожной станции)
Шоткуса — деревня в Лодейнопольском городском поселении Лодейнопольского района Ленинградской области.

## История

Станция Шоткуса на карте 1940 года

По данным 1966, 1973 и 1990 годов посёлок при станции Шоткуса входил в состав Заостровского сельсовета.
В 1997 году в посёлке при станции Шоткуса Шамокшинской волости проживали 3 человека, в 2002 году — также 3 человека (русские — 67 %, карелы — 33 %).
В 2007 году в посёлке при станции Шоткуса Лодейнопольского ГП проживал 1 человек.

## География
Посёлок расположен в северной части района у железнодорожной платформы Шоткуса на линии Волховстрой I — Лодейное Поле.
Расстояние до административного центра поселения — 28 км.

## Демография
| 1997 | 2007 | 2010 | 2017 |
| ---- | ---- | ---- | ---- |
| 3    | ↘1   | ↗6   | →6   |

Согласно данным Всероссийской переписи населения 2021 года в деревне постоянного населения не было.